# Poisk
El Poisk (rus: По́иск; lit. Cercar), també conegut com el Mini-Research Module 2 (MRM 2), Малый исследовательский модуль 2, o МИМ 2, és un mòdul d'acoblament de l'Estació Espacial Internacional. El seu nom original va ser Docking Module 2 (Stykovochniy Otsek 2 (SO-2)), ja que és gairebé idèntic al compartiment d'acoblament Pirs. Poisk va ser el primer afegiment rus important a l'Estació Espacial Internacional des del 2001.

## Especificacions
| Massa de llançament del mòdul                       | 3670 kg ± 50 kg |
| Diàmetre màxim del buc                              | 2,55 m          |
| Longitud del buc entre els plans d'acoblament       | 4,049 m         |
| Volum pressuritzat                                  | 14,9 m³         |
| Volum habitable                                     | 10,7 m³         |
| Nombre d'escotilles de sortida (obertes cap a dins) | 2               |
| Diàmetre de les escotilles de sortida               | 1 m             |
| Càrrega lliurada                                    | + 1000 kg       |

## Visites de naus espacials
La següent taula mostra les visites de naus espacials que s'han acoblat amb el mòdul Rassvet:
| Acoblaments de naus visitants a l'EEI |               |                            |                              |
| Emblema                               | Nau           | Acoblament                 | Desacoblament                |
| ------------------------------------- | ------------- | -------------------------- | ---------------------------- |
|                                       | Soiuz TMA-16  | 21 gener 2010 05:24 UTC    | 10 març 2010 08:03 UTC       |
|                                       | Soiuz TMA-18  | 4 abril 2010 05:25 UTC     | 25 setembre 2010 02:02 UTC   |
|                                       | Soiuz TMA-01M | 10 octubre 2010 00:01 UTC  | 16 març 2011 04:27 UTC       |
|                                       | Soiuz TMA-21  | 6 abril 2011 23:09 UTC     | 16 setembre 2011 00:38 UTC   |
|                                       | Soiuz TMA-22  | 16 novembre 2011 05:24 UTC | 27 abril 2012 08:15 UTC      |
|                                       | Soiuz TMA-04M | 17 maig 2012 04:36 UTC     | 16 setembre 2012 23:09 UTC   |
|                                       | Soiuz TMA-06M | 25 octubre 2012 12:29 UTC  | 15 març 2013 23:43 UTC       |
|                                       | Soiuz TMA-08M | 29 març 2013 02:28 UTC     | 10 setembre 2013 23:27 UTC   |
|                                       | Soiuz TMA-10M | 26 setembre 2013 02:45 UTC | 11 març 2014 00:02 UTC       |
|                                       | Soiuz TMA-12M | 27 març 2014 23:53 UTC     | 10 setembre 2014 23:01 UTC   |
|                                       | Soiuz TMA-14M | 26 setembre 2014 02:11 UTC | 11 març 2015 22:44 UTC       |
|                                       | Soiuz TMA-16M | 28 març 2015 01:33 UTC     | 11 setembre 2015 21:29 UTC   |
|                                       | Soiuz TMA-18M | setembre 4, 2015 07:42 UTC | març 2, 2016 01:05 UTC       |
|                                       | Soiuz TMA-20M | 19 març 2016 03:09 UTC     | 16 setembre 2016 21:51 UTC   |
|                                       | Soiuz MS-02   | 21 octubre 2016 09:52 UTC  | 10 abril 2017 07:57 UTC      |
|                                       | Soiuz MS-04   | 20 abril 2017 13:18 UTC    | 2 setembre 2017 21:58 UTC    |
|                                       | Soiuz MS-06   | 13 setembre 2017 02:55 UTC | 27 febrer 2018 23:08 UTC     |
|                                       | Soiuz MS-08   | 23 març 2018 20:40 UTC     | 4 octubre 2018 07:57 UTC     |
|                                       | Soiuz MS-11   | 3 desembre 2018 17:33 UTC  | 24 juny 2019 23:25:30 UTC    |
|                                       | Soiuz MS-13   | 26 agost 2019 03:59 UTC    | 6 febrer 2020 05:50 UTC      |
|                                       | Soiuz MS-16   | 9 abril 2020 14:13 UTC     | 21 octubre 2020 23:31:41 UTC |

## Galeria

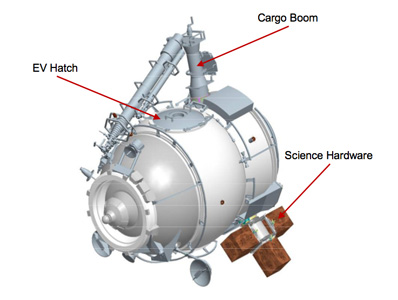
Esquema del mòdul d'acoblament Poisk
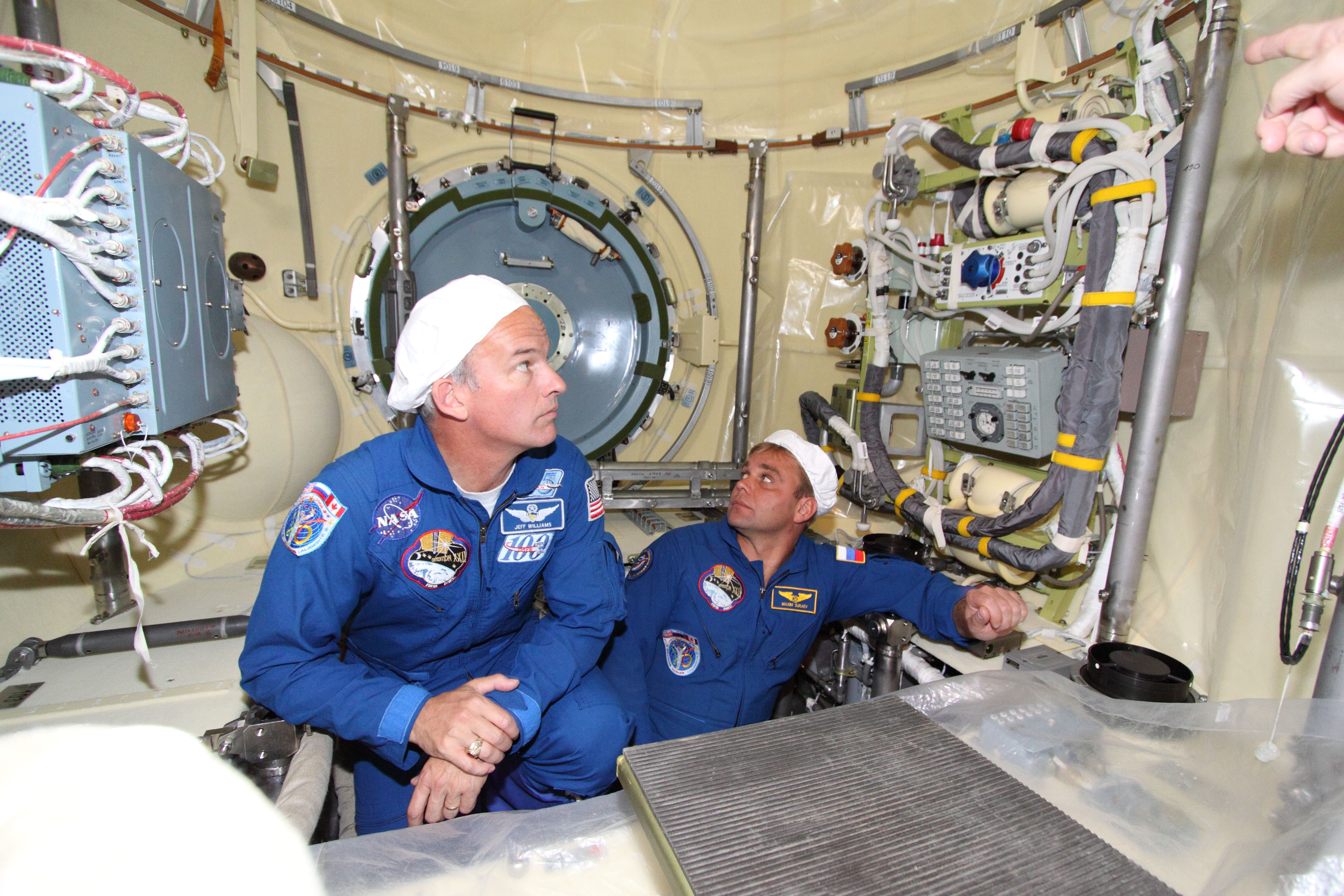
L'astronauta Jeffrey Williams i el cosmonauta Maksim Suraev inspeccionant el mòdul Poisk
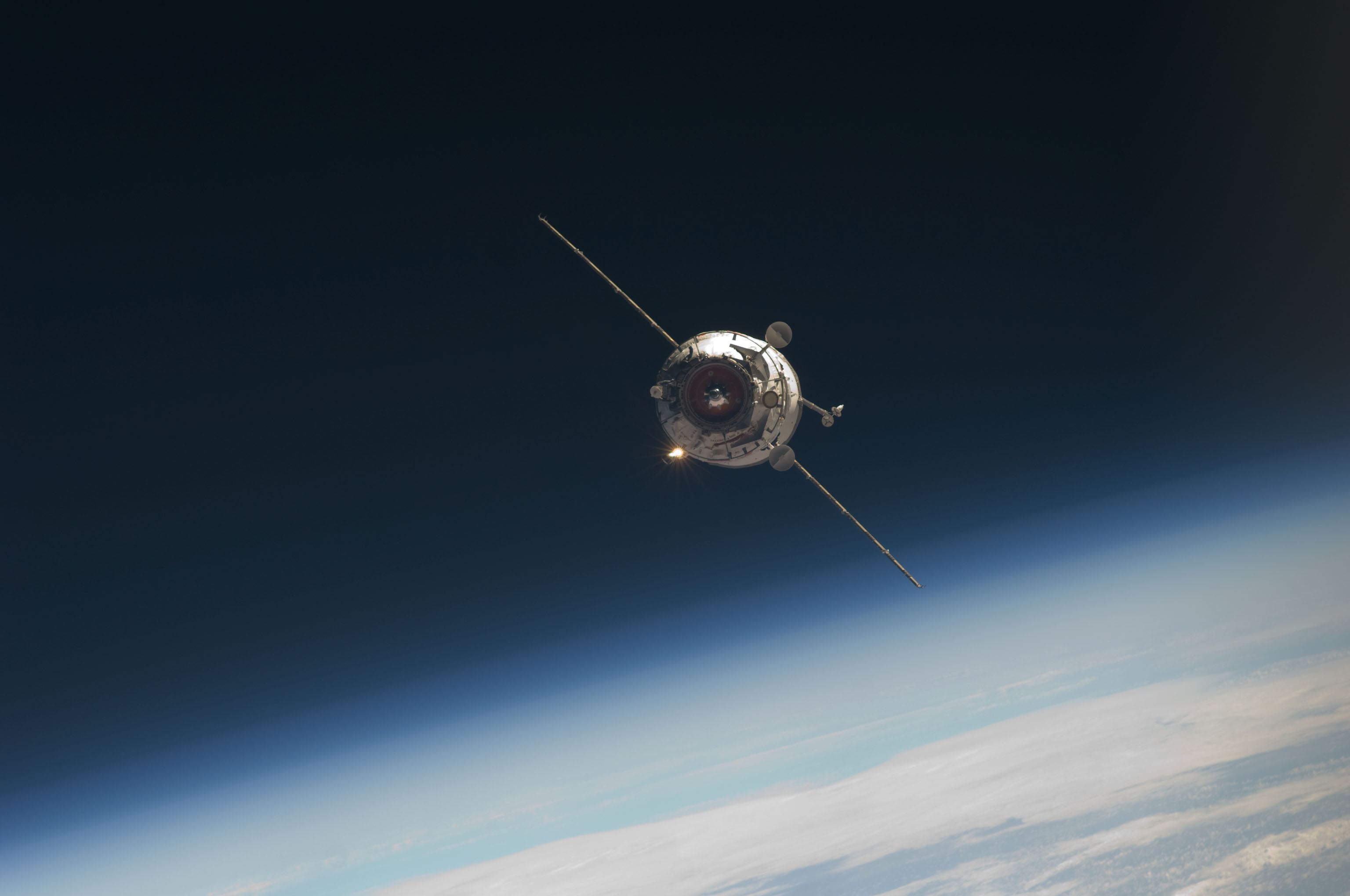
El Poisk aproximant-se a l'ISS per acoblar-se
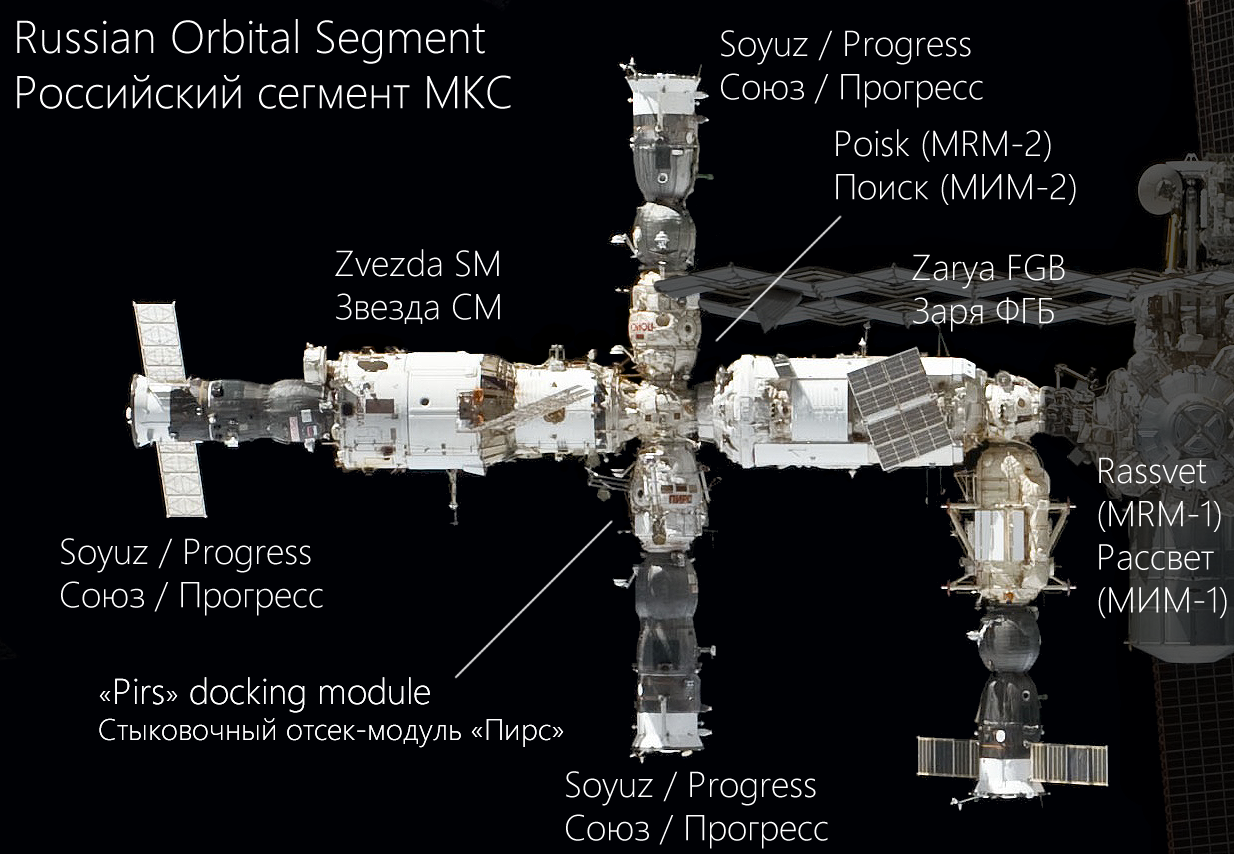
La ubicació del MRM-2 en el segment orbital rus